# Valbruna

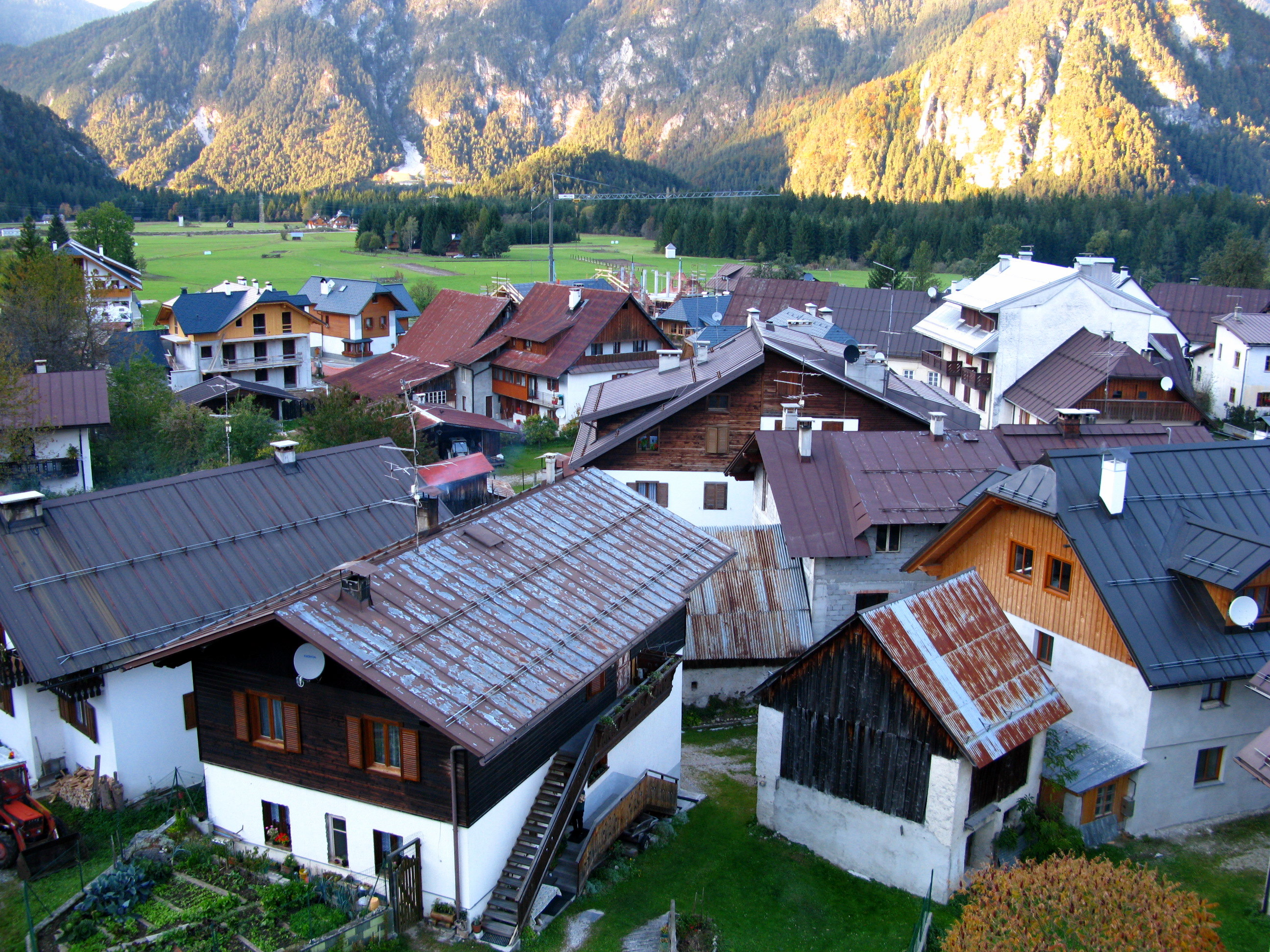
Valbruna um 2008

Valbruna (deutsch: Wolfsbach, slowenisch: Ovčja vas, friulanisch: Valbrune) ist eine Ortschaft im Kanaltal westlich von Tarvis am Eingang ins Seiseratal. Der Ort ist eine Fraktion der Gemeinde Malborghetto Valbruna. Valbruna liegt auf 807 m Seehöhe circa 2 km südlich der Hauptstraße Pontebbana, die das Kanaltal durchzieht. Das uralte Bauerndorf wurde nach dem Tier, das hier heimisch war, benannt.
Der Name stammt vom slowenischen Vučja Vas, mundartlich Volča Ves (Wolfsdorf). Der italienische Name Valbruna für das Dorf sowie für den ganzen Graben Val Saisera (Seiseratal, von slow. za jezera – hinter dem See) stammt vom friulanischen Wort Valbrùne, Zwetschkental.

## Historische Entwicklung

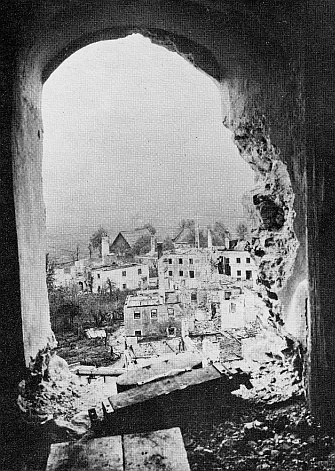
Blick vom Kirchturm auf das 1917 völlig zerstörte Wolfsbach

Wolfsbach oder Wolfbach ist 1421 und 1460 erstmals schriftlich fassbar. Die bis 1740 zu Malborgeth gehörende Siedlung Wolfsbach verdankt ihre Entstehung der Eisenverarbeitung. Valbruna (Wolfsbach) hatte einst auch ein Silberbergwerk.
Später waren die meisten Bewohner Bauern und Holzarbeiter. Ihre Muttersprache war Slowenisch und Deutsch.
Trotz Umsiedlungsaktionen und italienischer Zuwanderung hat sich die deutsche und slowenische Sprache bei einem großen Teil der Bevölkerung gehalten. Der einst malerische Ort wurde im Ersten Weltkrieg von der italienischen Artillerie schon bei Kriegsbeginn zerstört und wurde größtenteils neu aufgebaut.
1939 zählte man 250 Dauerbewohner. 154 Einheimische sind aufgrund der Mussolini-Hitler-Verträge vom Jahre 1939 nach Kärnten und in die Steiermark ausgewandert. Die Familiennamen lauteten: Anzil, Bartaloth, Ehrlich, Errath, Frühstück, Guldenbrein, Iank, Kanduth, Kandutsch, Martinz, Meschnig, Mikosch, Moschitz, Keil, Oitzinger, Oman, Petschar, Rosenwirth, Schuri, Stank, Wedam und Werginz.
1995 zählte Valbruna (Wolfsbach) 150 Bewohner. Heute ist der Fremdenverkehr die überwiegende Lebensgrundlage der Bewohner. Es kommen viele Triestiner, vor allem Bergsteiger und Skifahrer nach Valbruna, die Chalets und Wochenhäuser errichtet haben.
Es gibt eine neue Seilbahn auf den Luschariberg (Monte Santo del Lussari), kleinere Lifte an der Nebria (Monte Nebria) und eine der schönsten Langlaufloipen bis hinein in die Spranje, zwischen Wischberg (Cima Vischberg) und Montasch.

## Valbruna (Wolfsbach) in der Bergliteratur
Valbruna (Wolfsbach) war das Feriendomizil von Julius Kugy, dem Erschließer und Poeten der Julischen Alpen.
Durch seine Erstbesteigungen und seine Bücher machte er die Julischen Alpen in der ganzen Welt bekannt. Er verbrachte viele Sommer in Valbruna (Wolfsbach), wo er auch an seiner Autobiographie „Arbeit-Musik-Berge. Ein Leben“ schrieb.
Auch seinem Freund und Bergführer aus Valbruna, Anton Oitzinger, mit dem ihm 1901 gemeinsam die 1. Begehung der Nordostwand des Wischbergs (2669 m) gelang, setzte Julius Kugy ein literarisches Denkmal.
In Valbruna erinnert eine Gasse an Dr. Kugys Freund Anton Oitzinger sowie eine Bronze-Büste an den Erforscher der Julischen Alpen.

## Historische Persönlichkeiten
- Anton Oitzinger, Bergführer und Bauer (1860 bis 1928)
- Julius Kugy, Alpinist und Schriftsteller (1858 bis 1944)